# Orthoporus absconsus
Orthoporus absconsus är en mångfotingart som beskrevs av Chamberlin 1922. Orthoporus absconsus ingår i släktet Orthoporus och familjen Spirostreptidae. Inga underarter finns listade i Catalogue of Life.